# U-256
| U-256 | U-256 | U-256 |
| --- | --- | --- |
| U 256 | | |
| | | |
| Зображення підводного човна підтипу VIIC                                                                     | | |
| Верф | Bremer Vulkan, Бремен-Вегесак                                                                                      | Bremer Vulkan, Бремен-Вегесак                                                                                      |
| Під прапором                                                                                                 | Третій Рейх | Третій Рейх |
| Належність                                                                                                   | Крігсмаріне | Крігсмаріне |
| Порт приписки                                                                                                | Данциг, Брест | Данциг, Брест |
| Замовлення                                                                                                   | 23 грудня 1939 | 23 грудня 1939 |
| Закладений                                                                                                   | 15 лютого 1941 | 15 лютого 1941 |
| Спуск на воду                                                                                                | 28 жовтня 1941 | 28 жовтня 1941 |
| Введений до складу флоту                                                                                     | 18 грудня 1941 | 18 грудня 1941 |
| Виведений зі складу флоту                                                                                    | 23 жовтня 1944 | 23 жовтня 1944 |
| На службі | 1941—1944 | 1941—1944 |
| Сучасний статус                                                                                              | у травні 1945 року капітулював у Бергені; розібраний на брухт                                                      | у травні 1945 року капітулював у Бергені; розібраний на брухт                                                      |
| Бойовий досвід                                                                                               | Друга світова війна Битва за Атлантику * Конвой SC 94 * Конвой ON 122                                              | Друга світова війна Битва за Атлантику * Конвой SC 94 * Конвой ON 122                                              |
| Проєкт | | |
| Тип ПЧ | середній торпедний ДПЧ                                                                                             | середній торпедний ДПЧ                                                                                             |
| Вартість | 4 714 000 ℛℳ | 4 714 000 ℛℳ |
| Основні характеристики                                                                                       | | |
| Швидкість (надводна)                                                                                         | 17,9 вузла | 17,9 вузла |
| Швидкість (підводна)                                                                                         | 8 вузлів | 8 вузлів |
| Робоча глибина занурення                                                                                     | 100 м | 100 м |
| Гранична глибина занурення                                                                                   | 220 м | 220 м |
| Автономність плавання                                                                                        | 135—174 км на швидкості 4 вузли (в підводному положенні) 11 470 км на швидкості 10 вузлів (у надводному положенні) | 135—174 км на швидкості 4 вузли (в підводному положенні) 11 470 км на швидкості 10 вузлів (у надводному положенні) |
| Екіпаж | 44—60 осіб | 44—60 осіб |
| Розміри | | |
| Довжина найбільша (по КВЛ)                                                                                   | 67,1 м | 67,1 м |
| Ширина корпусу найб.                                                                                         | 6,2 м | 6,2 м |
| Висота | 9,6 м | 9,6 м |
| Середня осадка (по КВЛ)                                                                                      | 4,74 м | 4,74 м |
| Водотоннажність надводна                                                                                     | 769 т | 769 т |
| Силова установка                                                                                             | | |
| дизель-електрична; 2 дизельних двигуни MAN M 6 V 40/46, 2 електродвигуни Siemens-Schuckert-Werke GU 343/38-8 | | |
| Гвинти | 2 | 2 |
| Потужність                                                                                                   | 2800—3200 к.с. (дизелі) 750 к.с. (електродвигуни)                                                                  | 2800—3200 к.с. (дизелі) 750 к.с. (електродвигуни)                                                                  |
| Озброєння | | |
| Артилерія | 1 × 88-мм палубна гармата SK C/35                                                                                  | 1 × 88-мм палубна гармата SK C/35                                                                                  |
| Торпедно- мінне озброєння                                                                                    | 4 носових і один кормовий ТА 14 торпед або 26 мін TMA                                                              | 4 носових і один кормовий ТА 14 торпед або 26 мін TMA                                                              |
| ППО | 1 × 37-мм зенітна гармата Flak M42 2 × 20-мм зенітні гармати FlaK 30                                               | 1 × 37-мм зенітна гармата Flak M42 2 × 20-мм зенітні гармати FlaK 30                                               |

U-256 — німецький середній підводний човен типу VIIC, що входив до складу Військово-морських сил Третього Рейху за часів Другої світової війни. Закладений 15 лютого 1941 року на верфі № 21 компанії Bremer Vulkan, у Бремен-Вегесакі, спущений на воду 28 жовтня 1941 року. 18 грудня 1941 року корабель увійшов до складу 8-ї навчальної флотилії ПЧ ВМС нацистської Німеччини.

## Історія
U-256 належав до німецьких підводних човнів типу VIIC, найчисельнішого типу субмарин Третього Рейху, яких було випущено 703 одиниці. Службу розпочав у складі 8-ї навчальної флотилії ПЧ, з 1 серпня 1942 року переведений до 9-ї бойової флотилії субмарин. З 28 липня 1942 до 17 жовтня 1944 року U-256 здійснив 5 бойових походів в Атлантичний океан, під час яких потопив 1 військовий корабель противника сумарною водотоннажністю 1300 брутто-реєстрових тонн.

## Командири
- капітан-лейтенант Одо Леве (18 грудня 1941 — 30 листопада 1942);
- оберлейтенант-цур-зее Вільгельм Брауель (16 серпня 1943 — 25 червня 1944);
- корветтен-капітан Генріх Леманн-Вілленброк (2 вересня — 23 жовтня 1944).

## Перелік уражених U-256 суден у бойових походах
| №                                                    | Дата           | Командир ПЧ             | Назва       | Тип  | Належність                              | Водотоннажність (брт) | Вантаж | Конвой        | Результат та координати                                                | Наслідки атаки для екіпажу | Прим.            |
| ---------------------------------------------------- | -------------- | ----------------------- | ----------- | ---- | --------------------------------------- | --------------------- | ------ | ------------- | ---------------------------------------------------------------------- | -------------------------- | ---------------- |
| Третій похід (25.01—22.03.1944, 45 діб; Брест—Брест) |                |                         |             |      |                                         |                       |        |               |                                                                        |                            |                  |
| 1                                                    | 20 лютого 1944 | Oblt. Вільгельм Брауель | «Вудпеккер» | шлюп | Військово-морські сили Великої Британії | 1 300                 |        | Конвой ON 224 | потоплений 67°33′ пн. ш. 41°08′ сх. д. / 67.550° пн. ш. 41.133° сх. д. | ? (0 загинули та ? вижили) | типу «Блек Свон» |